# Peter Liese

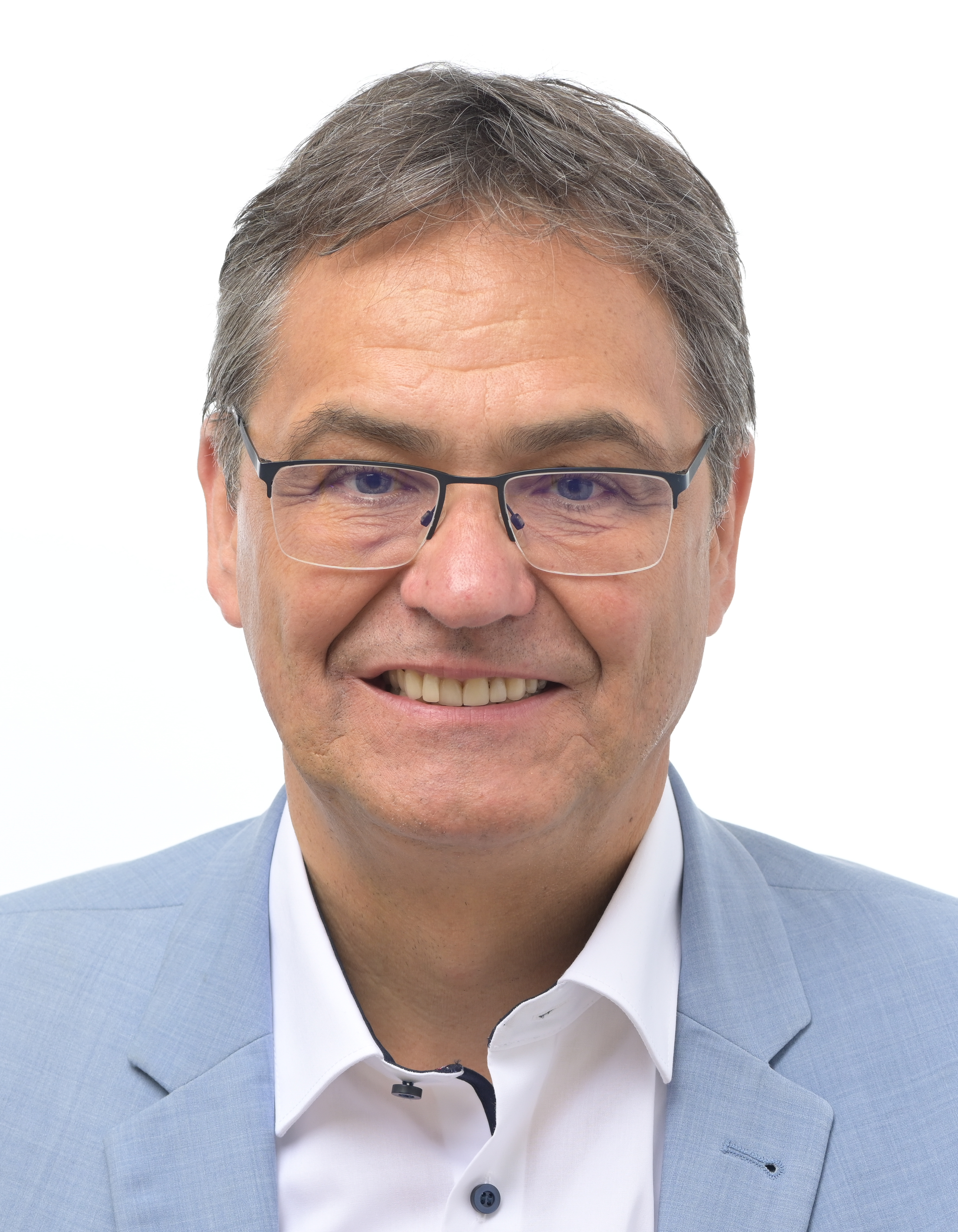
Peter Liese (2024)

Hans-Peter Liese (* 20. Mai 1965 in Olsberg) ist ein deutscher Politiker (CDU). Seit 1994 ist er Europaabgeordneter in der Europäischen Volkspartei.

## Leben
Nach dem Abitur am Gymnasium der Benediktiner in Meschede leistete Peter Liese seinen Wehrdienst als Sanitäter in Möhnesee-Echtrop. Anschließend studierte er in Marburg, Aachen und Bonn Medizin und wurde 1992 am humangenetischen Institut der Universität Bonn mit der Bewertung magna cum laude zum Dr. med. promoviert.
Nach der Promotion arbeitete er sechs Monate in Guatemala in einem staatlichen Krankenhaus und in Entwicklungshilfeprojekten, bevor er als Stationsarzt in die Kinderklinik in Paderborn eintrat. Zwischen 1994 und 2003 praktizierte er in einer Gemeinschaftspraxis für Allgemeinmedizin und Innere Medizin.
Peter Liese ist römisch-katholisch, verheiratet und hat zwei Kinder. Er lebt in Meschede.

## Politik

### Werdegang
Peter Liese betätigt sich seit seinem Eintritt in die Junge Union 1984 politisch. In der JU war er von 1988 bis 2000 Mitglied im Landesvorstand der JU Nordrhein-Westfalen. 1991 bis 1997 war er Bezirksvorsitzender der Jungen Union Sauer-/Siegerland. Im Jahr 1987 erfolgte auch sein Eintritt in die CDU. In der CDU ist er seit 1997 Mitglied im Landesvorstand der CDU Nordrhein-Westfalen. Kommunalpolitisch engagierte er sich zwischen 1989 und 1994 als Mitglied des Rates der Gemeinde Bestwig.
Seit 1994 ist er Mitglied des Europäischen Parlaments. Dort war er 1994 bis 1999 stellvertretender Vorsitzender der Jungen Gruppe und ist heute stellvertretender Vorsitzender der CDU/CSU-Gruppe im Europäischen Parlament. Er war stellvertretender Vorsitzender der deutschen EVP-Gruppe im Europäischen Parlament. Seit 2012 war Liese zudem Mitglied im Bundesvorstand der CDU, bis er bei der Bundesvorstandswahl im Dezember 2018 nicht mehr antrat.
Liese war Spitzenkandidat der CDU Nordrhein-Westfalen bei der Europawahl 2019. Bei der Europawahl 2024 ist er erneut Spitzenkandidat der CDU Nordrhein-Westfalen. Er wurde bei beiden Wahlen erneut ins Europaparlament gewählt.
Seine Aufgaben und Zuständigkeiten umfassen:
- Mitglied im Ausschuss für Umweltfragen, Volksgesundheit und Lebensmittelsicherheit
- Mitglied im Unterausschuss für öffentliche Gesundheit
- Stellvertretendes Mitglied im Haushaltsausschuss
- Stellvertretendes Mitglied im Sonderausschuss zu den Erkenntnissen aus der COVID-19-Pandemie und Empfehlungen für die Zukunft
- Mitglied der Delegation für die Beziehungen zu den Ländern Mittelamerikas[5]
- 2001: Koordinator der EVP-Fraktion im nichtständigen Ausschuss für Humangenetik und die anderen neuen Technologien der modernen Medizin des Europäischen Parlaments
- Berichterstatter im Umwelt- und Gesundheitsausschuss für die Richtlinie 2001/20/EG über die Anwendung der guten klinischen Praxis bei der Durchführung von klinischen Prüfungen mit Humanarzneimitteln sowie für die Richtlinie über Qualitäts- und Sicherheitsstandards von Geweben und Zellen
- Koordinator der EVP-Fraktion im Ausschuss für Umwelt, Gesundheit und Lebensmittelsicherheit[6]
- Berichterstatter über die Aufnahme des Luftverkehrs in den EU-Emissionshandel

### Positionen
In einem Ranking von VoteWatch Europe wurde Liese 2020 als der einflussreichste Europaabgeordnete in Sachen Gesundheit aufgeführt. Ein Ranking des Online-Magazins POLITICO im Jahre 2023 zählte ihn zu den fünf wichtigsten Umweltpolitikern der EU.
Der Schutz auch des ungeborenen menschlichen Lebens ist ihm ein wichtiges Anliegen.

#### Klima- und Umweltpolitik
Ein Schwerpunkt der politischen Arbeit Lieses ist der Klimaschutz. Hierbei sind die Themen Marktwirtschaft und Technologieneutralität Kernelemente seiner Agenda. In diesem Rahmen setzte sich Liese unter anderem für den CO2-Emissionshandel ein, um eine legislative Vorgabe zu der zu verwendenden Technik zu vermeiden. Liese war federführender Berichterstatter für die Einbeziehung des Flugverkehrs in den Emissionshandel im Jahre 2007 und Berichterstatter für die Reform des Emissionshandels 2023. Der von ihm ausgehandelte Kompromiss fand nicht nur die Unterstützung seiner eigenen Partei, wie zum Beispiel von Hendrik Wüst, der ihn als „Mister Klimaschutz im Europäischen Parlament“ bezeichnete, sondern auch von Industrievertretern und Umweltverbänden.
Der Spiegel schrieb im November 2020 über Liese: „Für manche in seiner Fraktion gilt Liese als Außenseiter, weil er gern mal mit der Konkurrenz Kompromisse schmiedet. Seine Vorschläge zu Emissionshandel und Klimaschutz wären nach Meinung mancher Wirtschaftspolitiker seiner Partei besser bei den Grünen aufgehoben.“

#### Gesundheitspolitik
Während der COVID-19-Pandemie in Deutschland arbeitete Liese im März 2020 erstmals seit Jahren wieder in einer Praxis und im November 2020 in einem Drive-in-Testzentrum in Meschede. Wegen seiner medizinischen Fachkenntnis wurde er während der Corona-Pandemie zum gefragten Gesprächspartner. Der Spiegel bezeichnete ihn als „so etwas wie der Karl Lauterbach Brüssels.“
Liese beschäftigt sich intensiv mit der Problematik der Arzneimittelknappheit und forderte bereits 2019 eine europäische Initiative im Europäischen Parlament, die jedoch von einer Mehrheit anderer Fraktionen zunächst nicht angenommen wurde.

## Auszeichnungen
2002 wurde Liese mit dem „großen Stutenkerl“, der Auszeichnung des Bäckerinnungs-Verband Westfalen-Lippe für den „Einsatz für mittelstandsgerechte europäische Rechtsnormen“ ausgezeichnet. Die Opilio-Kardinal-Rossi-Medaille, eine Auszeichnung der Arbeitsgemeinschaft katholischer Verbände Österreichs, erhielt er 2003. 2011 erhielt Liese den Energy Efficiency Visionary Award. Dabei handelt es sich um eine Auszeichnung der Allianz für Energiesparen-USA und EU und der European Alliance to Save Energy. Den als „Parlaments-Oscar“ bezeichneten „MEP Award“ erhielt Liese 2011. 2015 wurde ihm die Ehrennadel des deutschen Bäckerhandwerks verliehen. Die Konrad-Martin-Medaille des Kolpingwerks Diözesanverband Paderborn wurde Liese im Jahr 2015 verliehen.
2018 wurde Peter Liese mit dem Bundesverdienstkreuz am Bande ausgezeichnet.

## Mitgliedschaften
Liese ist Mitglied der Europa-Union Parlamentariergruppe Europäisches Parlament, von Esperanza – Verein für Entwicklungshilfe, im Kolping-Werk sowie im Kuratorium von Don Bosco Mondo.

## Sonstige Ämter
Seit 1996 ist Peter Liese zugewähltes Mitglied im Zentralkomitee der deutschen Katholiken (ZdK) und wurde im April 2021 bestätigt.